# 长叶墨脱楼梯草
长叶墨脱楼梯草（学名：Elatostema medogense var. oblongum）为荨麻科楼梯草属下的一个变种。

## 扩展阅读
- 維基物種上的相關：长叶墨脱楼梯草